# Ny distrikt
Ny distrikt är ett distrikt i Arvika kommun och Värmlands län. Distriktet ligger omkring Nysockensjön i västra Värmland och omfattar bland annat mindre delar av tätorten Åmotfors.

## Tidigare administrativ tillhörighet
Distriktet inrättades 2016 och utgörs av Ny socken i Arvika kommun.
Området motsvarar den omfattning Ny församling hade vid årsskiftet 1999/2000.

## Tätorter och småorter
I Ny distrikt finns en tätort och två småorter.

### Tätorter
- Åmotfors (del av)

### Småorter
- Björkenäs, Arvika kommun
- Ottebol